# Flavanthrone
La flavanthrone ou flavanthrène est un pigment organique jaune (Pigment Yellow 24 dans le Colour Index) et également un colorant de cuve (Vat Yellow 1) de la famille des colorants anthraquinoniques. Important pour ses applications industrielles en tant que colorant, c'est aussi un semi-conducteur organique.

## Propriétés
La flavanthrone se présente sous la forme d'une poudre rouge-jaune. Chimiquement, la molécule de flavanthrone est similaire dans sa structure au pyranthrène (en), un hydrocarbure aromatique polycyclique,
, mais elle est peut-être mieux décrite comme un dérivé de dimère cyclisé de la 2-aminoanthraquinone.

## Synthèse
La flavanthrone et obtenue par dimérisation de la 1-chloro-2-aminoanthraquinone dans une réaction d'Ullmann catalysé par le cuivre.

## Utilisations
Sur le plan industriel, la flavanthrone est principalement utilisée comme colorant de cuve et pigment jaune.
En tant que semi-conducteur organique, la flavanthrone peut être utilisée dans le développement de composants opto-électroniques, par exemple dans des photodétecteurs ou des diodes électroluminescentes organiques (OLED).